# Rubus tuberculatiformis
Rubus tuberculatiformis es una especie de planta del género Rubus, perteneciente a la familia Rosaceae.

## Taxonomía
Rubus tuberculatiformis fue descrita por H. E. Weber en 1980.

## Distribución
Se encuentra en el territorio de Alemania.